# علاج باستخدام الحمض النووي لبلازميدات عامل نمو الخلايا الكبدية عند البشر
العلاج باستخدام الحمض النووي لبلازميدات عامل نمو الخلايا الكبدية عند البشر للخلايا العضلية القلبية قيد الدراسة حاليًا كعلاج محتمل لـمرض الشريان التاجي (سبب رئيس لـاحتشاء عضلة القلب (MI))، وكذلك كعلاج للتلف الذي يحدث للقلب عقب احتشاء عضلة القلب. وعقب احتشاء عضلة القلب، تعاني عضلة القلب من إصابة إعادة إشباع الخلايا التي تؤدي إلى موت الخلايا العضلية القلبية وتغيير بنية القلب بشكل ضار، الأمر الذي يؤدي إلى الحد من الأداء السليم للقلب. إن تعداء الخلايا العضلية القلبية مع عامل نمو الخلية الكبدية يقلل من الإصابة بإعادة إشباع الخلايا الإقفارية عقب احتشاء عضلة القلب. وتتضمن فوائد العلاج باستخدام عامل نمو الخلايا الكبدية منع تغيير بنية القلب بشكل غير مناسب وتحسين ضعف أداء القلب عقب احتشاء عضلة القلب.

## عامل نمو الخلية الكبدية البشرية
إن عامل نمو الخلية الكبدية (HGF) هو 80 ثابت انحلال من  البروتين متعدد النمط الظاهري الذي يتم إنتاجه من أصل داخلي من قِبل مجموعة متنوعة من أنواع الخلايا من نسب خلية اللحمة المتوسطة (مثل الخلية العضلية القلبية والخلايا العصبية). ويتم إنتاج هذا العامل وإلصاقه بطريقة تحلل البروتين إلى حالته النشطة في استجابة إلى الإصابة الخلوية أو أثناء الاستماتة. يلتصق عامل نمو الخلية الكبدية بمستقبلات c-met الموجودة في أنواع الخلايا المتعلقة باللحمة المتوسطة لإنتاج آثارها المختلفة الكثيرة مثل زيادة الحركة الخلوية والتخلق والتكاثر والتمايز. وأظهرت البحوث أن عامل نمو الخلية الكبدية يتمتع بخواص وعائية المنشأ و مضادة للتليف ومضادة للاستموات كامنة. كما تبين أيضًا أنه بمثابة جاذب كيميائي للخلايا الجذعية المتعلقة باللحمة المتوسطة عند البالغين عبر التعلق بمستقبل
c-met

## البحوث والتجارب السريرية
لقد أظهرت البحوث الحيوانية أن إدخال بلازميدات الحمض النووي المكمل إلى الأنسجة القلبية الإقفارية يمكن أن يزيد من أداء القلب (تحسن جزء الطرد البطيني الأيسر والتقصير الانكساري مقارنة بمراقبة الأشخاص) بعد احتشاء عضلة القلب أو نقص التروية. كذلك يعمل التعداء مع بلازميدات عامل نمو الخلية الكبدية في الأنسجة القلبية التالفة على تعزيز تولد الأوعية (زيادة الكثافة الشعرية مقارنة بمراقبة الأشخاص)، وكذلك تقليل تغيير بنية الأنسجة بشكل ضار في موضع الإصابة (انخفاض الترسب التليفي). كذلك تبين أن زيادة إنتاج عامل نمو الخلية الكبدية عن طريق تعداء الخلايا العضلية القلبية أثناء الإصابة بمثابة جاذب كيميائي قوي للخلايا الجذعية المتعلقة باللحمة المتوسطة عبر التعلق بعامل نمو الخلية الكبدية/c-Met. وتعمل الخواص المحدثة للانقسام الفتيلي والتشكيلية لعامل نمو الخلية الكبدية على إحداث الخلايا الجذعية المعينة لأخذ شكل الأنماط الظاهرية للخلايا العضلية القلبية، مما قد يساعد على استشفاء النسيج الإقفاري.
وقد أدت فوائد نمو الخلية الكبدية في النماذج التجريبية إلى التحقق منها في التجارب السريرية. وانطوت المرحلة الأولى من التجربة السريرية على حقن ناقل الفيروسة الغدانية بجين عامل نمو الخلية الكبدية البشرية (Ad-hHGF) في الأوعية التاجية الموضعية للنسيج الإقفاري. وتظهر النتائج أنه في الواقع من الأمان إعطاء ناقل جين عامل نمو الخلية الكبدية البشرية (Ad-hHGF) للمرضى بمرض الشريان التاجي على أمل إعادة تزويد الأنسجة التالفة بالأوعية الدموية لدى المرضى ممن يتعذر لهم إجراء عملية مجازة للشريان التاجي (CABG) أو التدخل التاجي عن طريق الجلد (PCI). وعلى الرغم من قيود التجربة (على سبيل المثال،  عد تقييم وظيفة البطين الأيسر وحجم العينة كان صغيرًا إلى حد ما)، وعند متابعة التقييمات خلال 12 شهرًا، لم يُعاد إدخال أي من المرضى الذين يتلقون العلاج إلى المستشفى بسبب احتشاء عضلة القلب أو الذبحة الصدرية أو تفاقم قصور القلب.